# المصرف العقاري العراقي
المصرف العقاري العراقي هو مصرف عراقي حكومي، تأسس في بغداد عام 1948م، يُقرض المواطنين قروضاً عقارية وقروضاً لشراء سيارات.

## أنواع قروض المصرف العقاري الاسكانية
- قرض بناء وحدة سكنية
- قرض إضافة بناء
- قرض شراء شقة من المجمعات الاستثمارية

## فروع البنك
للمصرف عدد من الفروع في بغداد والمحافظات.